# Eiði
Eiði é uma cidade das Ilhas Faroés, situada na ilha de Eysturoy, no norte do arquipélago. Eiði significa istmo, em faroês.
Em conjunto com os povoados de Ljósá e Svínáir, constitui também a comuna de Eiði, com um total de 721 habitantes, de acordo com o censo de 2005. O burgomestre é Anfinnur Kruse.
Eiði possui um porto de pesca moderno, um hotel, uma loja, dois bancos, um posto de correio, entre outros estabelecimentos.
A escola local foi construída em 1965, possuindo 7 turmas, com cerca de 70 alunos e 9 professores. Sofreu obras de expansão em 1995 e 2000.
Eiði nasceu em fins do século XVII. A igreja data de 1881. Desde 1986, a povoação alberga uma das principais centrais hidroeléctricas do arquipélago, que recebe água de um lago conhecido como Eiðisvatn.

## Turismo
Na parte mais alta da povoação, com uma vista interessante, encontra-se o Hotel Eiði, com restaurante e espaço para campismo. Em 2006, o hotel recebeu um novo dono e foi restaurado. Um pouco mais abaixo, encontra-se o espaço de trabalho de arte em vidro de Elisabeth Ellingsgaard. No meio da povoação, existe um museu local.
Possui um campo de futebol com vista para o mar. Uma grade circundante impede que a bola voe para o mar. O clube de futebol local é conhecido como EB/Streymur ou Eiðis Bóltfelag/Streymur.
Para norte, encontra-se o monte Eiðiskollur, de 343 metros de altura.

## Galeria

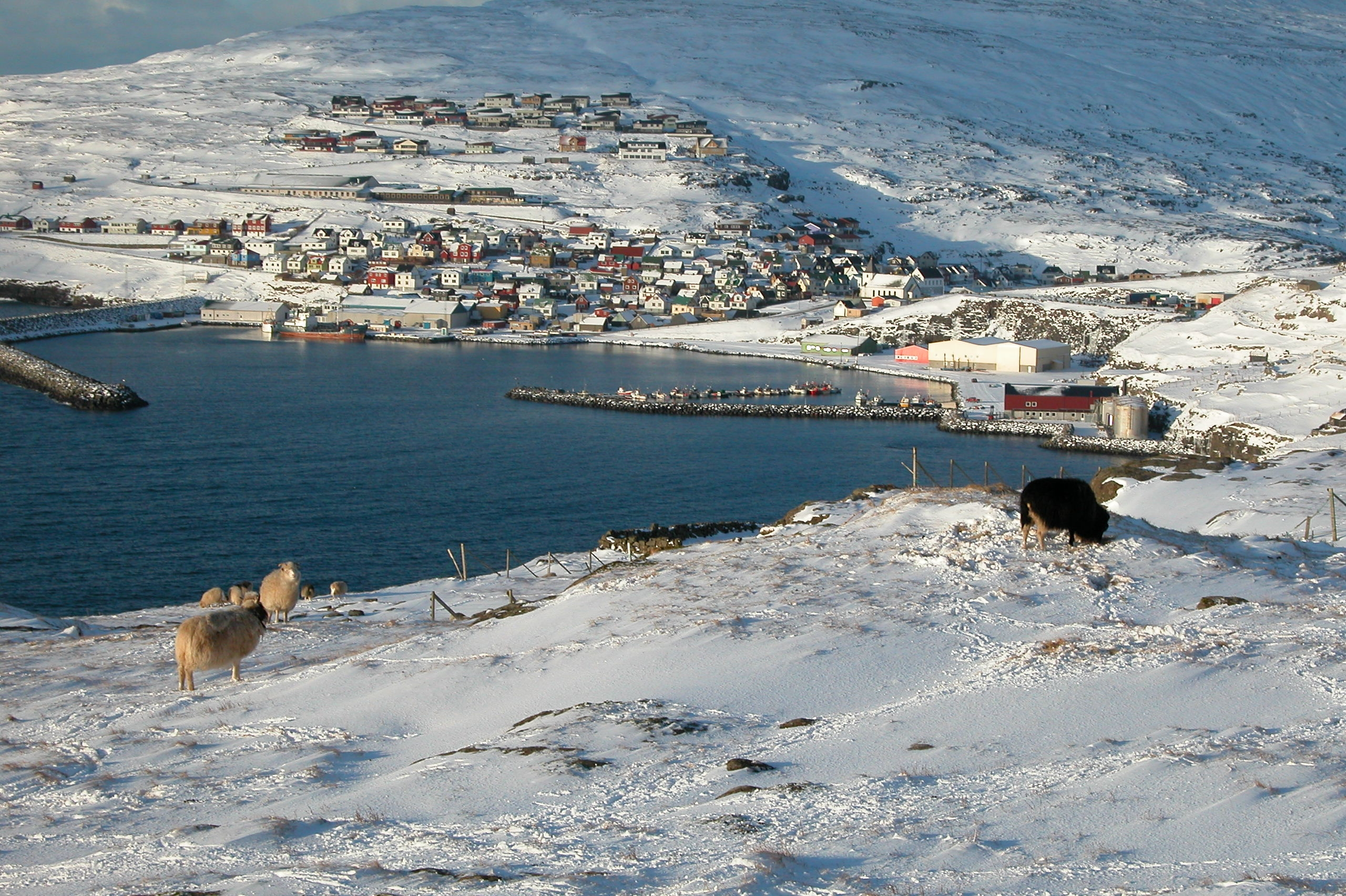
Eiði
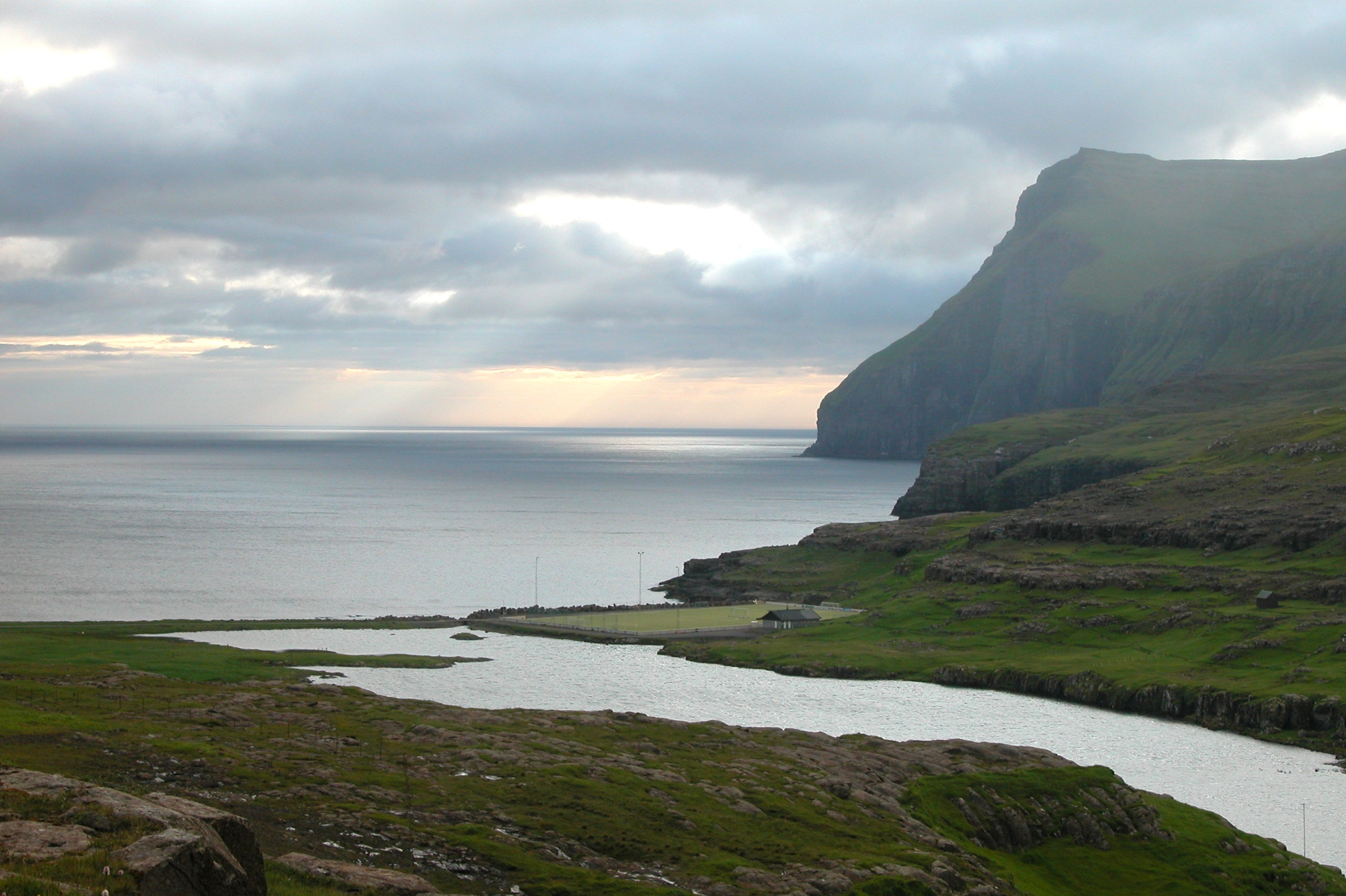
Norte de Eiði
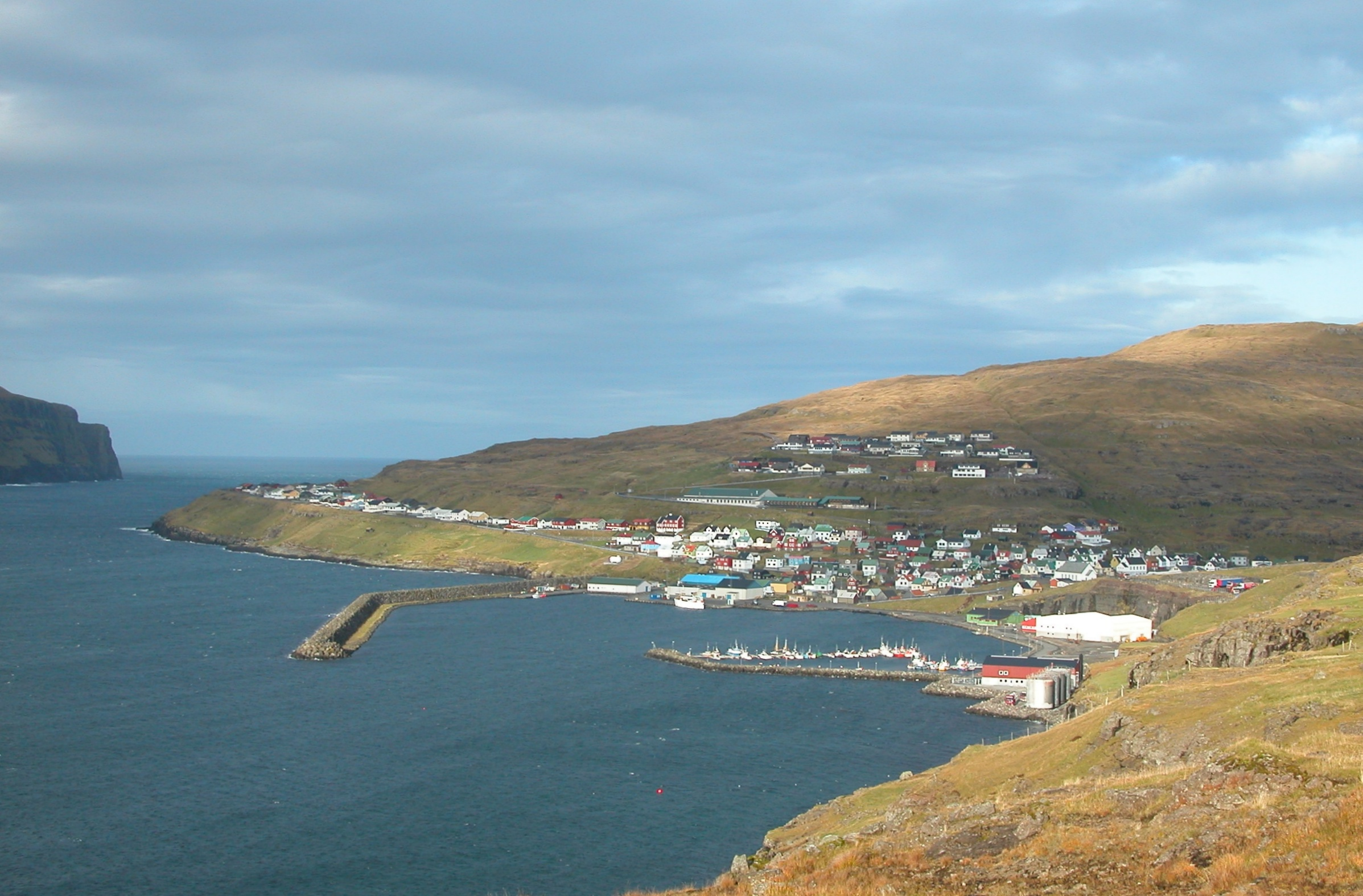
Eiði